# Cirolana crenulitelson
Cirolana crenulitelson is een pissebed uit de familie Cirolanidae. De wetenschappelijke naam van de soort is voor het eerst geldig gepubliceerd in 1987 door Kensley & Schotte.